# 张苏军
张苏军（1955年8月—），男，河南唐河人，中华人民共和国政治人物，中国共产党党员，中国法学会副会长、党组成员，第十三届全国人民代表大会浙江地区代表，第十三届全国人大常委会委员，第十三届全国人大监察和司法委员会副主任委员，中共十九大代表。
张苏军大学时代在南京化工学院学习水泥，毕业后被分配到江苏省劳改局下属的监狱企业，此后在监狱管理部门任职多年。1997年，他获得了南京师范大学在职法学、经济学双硕士学位。他曾担任江苏省监狱局局长、江苏省司法厅厅长、党委书记等职。2005年至2015年，张苏军担任了中华人民共和国司法部副部长。

## 生平

### 早年
张苏军曾就读于江苏省淮安中学。1976年2月，张苏军参加工作。1977年，中国恢复高考，张苏军考入大学，入读南京化工学院，专业方向为水泥。

### 监狱系统任职
1982年，张苏军大学毕业，被分配到江苏省湾山煤矿水泥厂，担任技术员。根据官方简历，张苏军起初的职务是江苏省湾山煤矿水泥厂一大队化验室主任。湾山煤矿水泥厂名为水泥厂，实际是劳改队，隶属于江苏省劳改局。按照《法制日报》的说法，张苏军大学毕业即进入了司法行政系统。根据张苏军本人的说法，他在厂子里起初负责生产，后来转向管理犯人改造，“一步步向法律实务型转变”。官方简历上，他随后调动到江苏省劳改局所属的另一家企业江苏省龙潭水泥厂，出任副厂长。后来，他担任了江苏省龙潭水泥厂、重型机械厂的厂长、党委副书记、书记。关于这一时段的经历，媒体报道称，张苏军由于表现突出，由大队长升任副监狱长，在32岁时当上了监狱长。
在龙潭监狱担任“一把手”期间，张苏军在南京师范大学攻读了在职法学、经济学双硕士学位，1997年获得学位。

### 从政
张苏军后来离开龙潭监狱，出任江苏省劳改局副局长、党委委员、党委副书记。此后，他又被提拔为江苏省司法厅党组成员、省监狱局局长、党委副书记。他还曾担任江苏省司法厅党组成员、省监狱局党委书记兼局长，后来改任江苏省司法厅厅长、党委书记。
2001年12月，张苏军出任司法部政治部主任、党组成员，明确为副部级干部。2005年9月，张苏军被任命为中华人民共和国司法部副部长。他在司法部分管法制宣传教育工作。2014年1月至2015年12月间，他兼任司法部党组副书记、副部长。。2015年12月，张苏军卸任司法部副部长。
2009年，张苏军当选中国法学会兼职副会长。2016年1月，张苏军正式转入中国法学会工作，任副会长、党组成员。2018年，他被选为全国人大代表，代表浙江省。同年3月，他被选为第十三届全国人大常委会委员、全国人大监察和司法委员会副主任委员。他负责牵头法律援助立法，同时参与了社区矫正立法工作。
2019年6月26日，第十三届全国人大常委会十一次会议分组审议民法典婚姻家庭编草案二审稿时，张苏军建议将法定结婚年龄下调至男女均为18周岁。张苏军称，降低婚龄虽不能直接扭转出生人口减少、人口老龄化问题，但是可以配合其他政策逐渐解决问题。

## 備註
1. ↑  《江苏高校十年 1985-1995》“盐城工业专科学校”一节提到，江苏省劳改局及其所属的龙潭水泥厂、湾山水泥厂、丁山水泥厂、竹篑水泥厂都设在偏远山区，大专毕业生大多不愿去这些单位就业。[7]
2. ↑  根据《中国建筑材料工业年鉴 1991-1992》，江苏省龙潭重型机械厂和江苏省龙潭水泥厂是同一家企业，年鉴中的厂长就是张苏军。[8]